# Tour de France 2008/21. Etappe
|                              |                    |                 |
| Ergebnis der 21. Etappe      |                    |                 |
| Etappensieger                | Gert Steegmans     | 3:51:38 h       |
| Zweiter                      | Gerald Ciolek      | gl. Zeit        |
| Dritter                      | Óscar Freire       | gl. Zeit        |
| Vierter                      | Robbie McEwen      | gl. Zeit        |
| Fünfter                      | Thor Hushovd       | gl. Zeit        |
| Sechster                     | Julian Dean        | gl. Zeit        |
| Siebter                      | Stefan Schumacher  | gl. Zeit        |
| Achter                       | Robert Förster     | gl. Zeit        |
| Neunter                      | Leonardo Duque     | gl. Zeit        |
| Zehnter                      | Robert Hunter      | gl. Zeit        |
| Kämpferischster Fahrer       | Nicolas Vogondy    | Nicolas Vogondy |
| Endstand nach der 21. Etappe |                    |                 |
| Gesamtwertung                | Carlos Sastre      | 87:52:52 h      |
| Zweiter                      | Cadel Evans        | +0:58 min       |
| Dritter                      | Bernhard Kohl      | +1:13 min       |
| Punktwertung                 | Óscar Freire       | 270 Pkt.        |
| Zweiter                      | Thor Hushovd       | 220 Pkt.        |
| Dritter                      | Erik Zabel         | 217 Pkt.        |
| Bergwertung                  | Bernhard Kohl      | 128 Pkt.        |
| Zweiter                      | Carlos Sastre      | 80 Pkt.         |
| Dritter                      | Fränk Schleck      | 80 Pkt.         |
| Nachwuchswertung             | Andy Schleck       | 88:04:24 h      |
| Zweiter                      | Roman Kreuziger    | +1:27 min       |
| Dritter                      | Vincenzo Nibali    | +17:01 min      |
| Teamwertung                  | Team CSC-Saxo Bank | 263:29:57 h     |
| Zweiter                      | ag2r La Mondiale   | +15:35 min      |
| Dritter                      | Rabobank           | +1:05:26 h      |

Die 21. Etappe der Tour de France 2008 und somit auch letzte Etappe am 27. Juli war 143 Kilometer lang und verlief von Étampes nach Paris/Champs-Élysées. Es standen zwei Sprintwertungen und zwei Bergwertungen der 4. Kategorie auf dem Programm.
Die Fahrt begann wie immer im Schleichtempo, in dem sich das Team CSC-Saxo Bank und die Träger der Trikots den Fotografen präsentierten. Carlos Sastre nahm Glückwünsche von anderen Fahrern entgegen, danach wurde mit Champagner angestoßen. Bernhard Kohl, der als Sieger der Bergwertung schon feststand, fuhr als erster über die erste kleine Bergwertung des Tages. Freddy Bichot überquerte die zweite Bergwertung, die nur 3,5 km später folgte, als erster. Auf dem Weg nach Paris nahm das Tempo langsam zu. Zum Ende wurden acht Runden auf den berühmten Champs-Élysées gefahren. Als der Rundkurs erreicht wurde, startete Stéphane Augé den ersten Angriff, zu dem Nicolas Vogondy und Björn Schröder aufschlossen, kurz darauf wurden sie aber wieder eingefangen. Kurz danach griffen die beiden Spanier Xavier Florencio und José Iván Gutiérrez an, letzterer gewann die erste Sprintwertung. Danach versuchte es eine Fünfergruppe aus Björn Schröder, Luis León Sánchez, Jérôme Pineau, Florent Brard und Vincenzo Nibali, die sich aber ebenfalls nicht halten konnten. Nicolas Vogondy und Carlos Barredo fuhren die nächste Attacke. José Luis Arrieta versuchte es dahinter auch, wurde aber schnell wieder eingeholt. Barredo gewann die zweite Sprintwertung, bevor das Führungsduo wieder eingeholt wurde. Danach versuchte es eine Gruppe um Giampaolo Cheula, gefolgt von dem Trio Kanstanzin Siuzou, Augé und Alexander Botscharow. Dieser versuchte es daraufhin allein. Als er eingeholt wurde, attackierte Arnaud Gérard, nach ihm Philippe Gilbert. Sylvain Chavanel, der es ebenfalls versuchte, wurde zwei km vor dem Ziel ebenfalls vom Feld geschluckt. Danach verabschiedete sich CSC aus der Führungsarbeit, Quick Step-Innergetic übernahm. Auf der 400 Meter langen und 12 Meter breiten Zielgerade eröffnete Gert Steegmans den Sprint und gewann die Etappe vor Gerald Ciolek und Óscar Freire. Durch den Sprint waren einige Lücken im Feld entstanden, wodurch es nochmals zu Verschiebungen im Sekundenbereich im Gesamtklassement kam. Cadel Evans konnte so seinen Rückstand auf Sastre auf weniger als eine Minute verkürzen.

## Sprintwertungen
- 1. Zwischensprint auf den Champs-Élysées (Kilometer 99) (60 m ü. NN)

| Erster  | José Iván Gutiérrez | 6 Pkt. |
| Zweiter | Xavier Florencio    | 4 Pkt. |
| Dritter | Joost Posthuma      | 2 Pkt. |
- 2. Zwischensprint auf den Champs-Élysées (Kilometer 118,5) (60 m ü. NN)

| Erster  | Carlos Barredo   | 6 Pkt. |
| Zweiter | Nicolas Vogondy  | 4 Pkt. |
| Dritter | Wolodymyr Hustow | 2 Pkt. |
- Zielsprint auf den Champs-Élysées (Kilometer 143) (60 m ü. NN)

| Erster   | Gert Steegmans     | 35 Pkt. |
| Zweiter  | Gerald Ciolek      | 30 Pkt. |
| Dritter  | Óscar Freire       | 26 Pkt. |
| Vierter  | Robbie McEwen      | 24 Pkt. |
| Fünfter  | Thor Hushovd       | 22 Pkt. |
| Sechster | Julian Dean        | 20 Pkt. |
| Siebter  | Stefan Schumacher  | 19 Pkt. |
| Achter   | Robert Förster     | 18 Pkt. |
| Neunter  | Leonardo Duque     | 17 Pkt. |
| Zehnter  | Robert Hunter      | 16 Pkt. |
| 11.      | Erik Zabel         | 15 Pkt. |
| 12.      | Alessandro Ballan  | 14 Pkt. |
| 13.      | Fabian Cancellara  | 13 Pkt. |
| 14.      | Filippo Pozzato    | 12 Pkt. |
| 15.      | Alejandro Valverde | 11 Pkt. |
| 16.      | Geoffroy Lequatre  | 10 Pkt. |
| 17.      | Steven de Jongh    | 9 Pkt.  |
| 18.      | Marco Velo         | 8 Pkt.  |
| 19.      | Murilo Fischer     | 7 Pkt.  |
| 20.      | Rubén Pérez        | 6 Pkt.  |
| 21.      | Brett Lancaster    | 5 Pkt.  |
| 22.      | Sébastien Rosseler | 4 Pkt.  |
| 23.      | Martin Elmiger     | 3 Pkt.  |
| 24.      | Cadel Evans        | 2 Pkt.  |
| 25.      | Freddy Bichot      | 1 Pkt.  |

## Bergwertungen
- Côte de Saint-Rémy-lès-Chevreuse, Kategorie 4 (Kilometer 48) (182 m ü. NN; 1,1 km à 6,3 %)

| Erster  | Bernhard Kohl  | 3 Pkt. |
| Zweiter | Gert Steegmans | 2 Pkt. |
| Dritter | Bernhard Eisel | 1 Pkt. |
- Côte de Châteaufort, Kategorie 4 (Kilometer 51,5) (186 m ü. NN; 0,9 km à 5,6 %)

| Erster  | Freddy Bichot  | 3 Pkt. |
| Zweiter | Sebastian Lang | 2 Pkt. |
| Dritter | Marco Marzano  | 1 Pkt. |